# Persone di nome Pino
| Questa pagina contiene informazioni ricavate automaticamente dalle voci biografiche con l'ausilio del template Bio e di un bot. L'aggiornamento è periodico e automatico e ricostruisce completamente la pagina. Se manca una persona in questa lista, sei pregato di non aggiungerla, ma accertati piuttosto che la sua voce biografica contenga il template Bio e che i dati anagrafici siano correttamente compilati. Se il template Bio manca, inseriscilo tu stesso o, in alternativa, metti l'avviso {{tmp\|Bio}} che ne segnala la mancanza. Se i dati riportati sono sbagliati, correggi direttamente la voce biografica; le modifiche saranno visibili in questa lista entro pochi giorni. Per chiarimenti vedi il progetto antroponimi. La lista contiene solo le 84 persone che sono citate nell'enciclopedia e per le quali è stato implementato correttamente il template Bio. Pagina aggiornata al 22 lug 2025. |

Questa è una lista di persone presenti nell'enciclopedia che hanno il nome Pino, suddivise per attività principale.

## Alpinisti(2)
- Pino Gallotti, alpinista e ingegnere chimico italiano (Milano, n. 1918 - Milano, † 2008)
- Pino Prati, alpinista italiano (Trento, n. 1902 - † 1927)

## Anarchici(1)
- Pino Bertelli, anarchico, fotografo e scrittore italiano (Piombino, n. 1943)

## Annunciatori televisivi(1)
- Pino Berengo Gardin, annunciatore televisivo italiano (Roma, n. 1940)

## Antifascisti(1)
- Pino Budicin, antifascista e partigiano italiano (Rovigno d'Istria, n. 1911 - Rovigno, † 1944)

## Artisti(2)
- Pino Modica, artista italiano (Civitavecchia, n. 1952)
- Pino Pascali, artista italiano (Bari, n. 1935 - Roma, † 1968)

## Attori(10)
- Pino Ammendola, attore, doppiatore e regista italiano (Napoli, n. 1951)
- Pino Calabrese, attore italiano (Portici, n. 1955)
- Pino Caruso, attore, scrittore e cabarettista italiano (Palermo, n. 1934 - Sacrofano, † 2019)
- Pino Colizzi, attore, doppiatore e direttore del doppiaggio italiano (Roma, n. 1937)
- Pino Cuomo, attore italiano
- Pino Locchi, attore, doppiatore e direttore del doppiaggio italiano (Roma, n. 1925 - Roma, † 1994)
- Pino Micol, attore e regista italiano (Bari, n. 1943)
- Pino Patti, attore italiano (Napoli, n. 1926 - Roma, † 1992)
- Pino Pirovano, attore, doppiatore e direttore del doppiaggio italiano (Aosta, n. 1957)
- Pino Torcasio, attore italiano (Calcinate, n. 1972)

## Bassisti(2)
- Pino Amenta, bassista italiano (Roma, n. 1936 - Roma, † 2015)
- Pino Martini, bassista, compositore e direttore di coro italiano (Carbonia, n. 1950)

## Calciatori(1)
- Pino Ghisi, calciatore italiano (Tripoli, n. 1906)

## Cantastorie(1)
- Pino Masi, cantastorie italiano (Marinella di Selinunte, n. 1946)

## Cantautori(5)
- Pino Marino, cantautore e compositore italiano (Roma, n. 1967)
- Pino Mauro, cantautore e attore italiano (Villaricca, n. 1938)
- Pino Pavone, cantautore italiano (Catanzaro, n. 1937)
- Pino Putignani, cantautore e regista italiano (Trento, n. 1976)
- Pino Scotto, cantautore, conduttore televisivo e attore italiano (Monte di Procida, n. 1949)

## Cestisti(1)
- Pino Zaccheria, cestista italiano (Foggia, n. 1918 - Tirana, † 1941)

## Chitarristi(2)
- Pino Forastiere, chitarrista e compositore italiano (Latronico, n. 1966)
- Pino Rucher, chitarrista e arrangiatore italiano (Manfredonia, n. 1924 - San Giovanni Rotondo, † 1996)

## Comici(1)
- Pino Campagna, comico, cabarettista e cantante italiano (Foggia, n. 1955)

## Compositori(1)
- Pino Donati, compositore italiano (Verona, n. 1907 - Roma, † 1975)

## Critici cinematografici(1)
- Pino Farinotti, critico cinematografico, giornalista e scrittore italiano (Piacenza, n. 1951)

## Designer(1)
- Pino Grimaldi, designer e fotografo italiano (Salerno, n. 1948 - Maddaloni, † 2020)

## Direttori del casting(1)
- Pino Pellegrino, casting director italiano (Tripoli, n. 1952)

## Educatori(1)
- Pino Arpioni, educatore italiano (Empoli, n. 1924 - Firenze, † 2003)

## Fisarmonicisti(1)
- Pino Pontuali, fisarmonicista italiano (Bracciano, n. 1945)

## Fotografi(1)
- Pino Callà, fotografo, produttore televisivo e regista televisivo italiano (Mammola, n. 1952)

## Fumettisti(2)
- Pino Antonelli, fumettista e fotografo italiano (Roma, n. 1955 - Assisi, † 2017)
- Pino Rinaldi, fumettista italiano (Gravina in Puglia, n. 1957 - Roma, † 2018)

## Giornalisti(5)
- Pino Casamassima, giornalista e scrittore italiano (Castellaneta, n. 1953)
- Pino Corrias, giornalista e scrittore italiano (Savona, n. 1955)
- Pino Gagliardi, giornalista, conduttore televisivo e autore televisivo italiano (Corigliano Calabro, n. 1972)
- Pino Nazio, giornalista, sociologo e scrittore italiano (Roma, n. 1958)
- Pino Scaccia, giornalista, scrittore e blogger italiano (Roma, n. 1946 - Roma, † 2020)

## Imprenditori(2)
- Pino Hensemberger, imprenditore italiano (Nova Milanese, n. 1875 - Malnate, † 1944)
- Pino Masciari, imprenditore italiano (Catanzaro, n. 1959)

## Judoka(1)
- Pino Maddaloni, judoka italiano (Napoli, n. 1976)

## Marciatori(1)
- Pino Dordoni, marciatore italiano (Piacenza, n. 1926 - Piacenza, † 1998)

## Musicisti(5)
- Pino Di Modugno, musicista italiano (Bari, n. 1934)
- Pino Massara, musicista, compositore e produttore discografico italiano (Vigevano, n. 1931 - Padova, † 2013)
- Pino Perris, musicista, arrangiatore e personaggio televisivo italiano (Napoli, n. 1964)
- Pino Zimba, musicista e attore italiano (Aradeo, n. 1952 - † 2008)
- Pino Di Pietro, musicista e compositore italiano (Milano, n. 1969)

## Nobili(3)
- Pino II Ordelaffi, nobile italiano (n. 1356 - Forlì, † 1402)
- Pino III Ordelaffi, nobile italiano (Forlì, n. 1436 - Forlì, † 1480)
- Pino I Ordelaffi, nobile

## Pianisti(1)
- Pino Calvi, pianista, direttore d'orchestra e compositore italiano (Voghera, n. 1930 - Palazzina di Castana, † 1989)

## Pittori(6)
- Pino Grioni, pittore, scultore e ceramista italiano (Castiglione d'Adda, n. 1932 - Milano, † 2020)
- Pino Manos, pittore, scultore e architetto italiano (Sassari, n. 1930 - Milano, † 2020)
- Pino Parini, pittore italiano (Brisighella, n. 1924 - Rimini, † 2023)
- Pino Pinelli, pittore italiano (Catania, n. 1938 - Milano, † 2024)
- Pino Procopio, pittore, scultore e illustratore italiano (Guardavalle, n. 1954)
- Pino Reggiani, pittore italiano (Forlì, n. 1937 - Roma, † 2022)

## Poeti(1)
- Pino Masnata, poeta e commediografo italiano (Stradella, n. 1901 - Stradella, † 1968)

## Politici(4)
- Pino Amato, politico italiano (Torino, n. 1930 - Napoli, † 1980)
- Pino Cabras, politico e giornalista italiano (Lanusei, n. 1968)
- Pino Camilleri, politico italiano (Naro, n. 1918 - Naro, † 1946)
- Pino Leccisi, politico e avvocato italiano (Lecce, n. 1931 - Roma, † 1998)

## Produttori discografici(1)
- Pino Tuccimei, produttore discografico italiano (Roma, n. 1939 - Roma, † 2020)

## Registi(4)
- Pino van Lamsweerde, regista e animatore italiano (Torino, n. 1940 - Parigi, † 2020)
- Pino Mercanti, regista e sceneggiatore italiano (Palermo, n. 1911 - Roma, † 1986)
- Pino Passalacqua, regista e sceneggiatore italiano (Sant'Eufemia d'Aspromonte, n. 1936 - Roma, † 2003)
- Pino Tosini, regista e sceneggiatore italiano (Reggio nell'Emilia, n. 1924 - Orvieto, † 2003)

## Scenografi(1)
- Pino Valenti, scenografo, regista e pittore italiano (Melilli, n. 1930 - Cefalù, † 2018)

## Scrittori(4)
- Pino Cacucci, scrittore, sceneggiatore e traduttore italiano (Alessandria, n. 1955)
- Pino Imperatore, scrittore, giornalista e umorista italiano (Milano, n. 1961)
- Pino Roveredo, scrittore, regista teatrale e personaggio televisivo italiano (Trieste, n. 1954 - Duino-Aurisina, † 2023)
- Pino Tripodi, scrittore e saggista italiano (Vibo Valentia, n. 1957)

## Scultori(1)
- Pino Castagna, scultore, ceramista e incisore italiano (Castelgomberto, n. 1932 - Costermano sul Garda, † 2017)

## Sociologi(1)
- Pino Arlacchi, sociologo, politico e funzionario italiano (Gioia Tauro, n. 1951)

## Stilisti(1)
- Pino Lancetti, stilista italiano (Bastia Umbra, n. 1932 - Roma, † 2007)

## Tenori(1)
- Pino De Vittorio, tenore e attore italiano (Leporano, n. 1954)

## Trombettisti(1)
- Pino Minafra, trombettista e compositore italiano (Ruvo di Puglia, n. 1951)

## Senza attività specificata(1)
- Pino Tovaglia, grafico italiano (Milano, n. 1923 - Milano, † 1977)